# García Márquez: historia de un deicidio
García Márquez: historia de un deicidio es un ensayo del escritor peruano y Premio Nobel de Literatura Mario Vargas Llosa publicado en el año 1971 por Barral Editores; consta de 667 páginas. Este trabajo fue la tesis doctoral que le sirvió al autor para obtener el título de doctor en la Universidad Complutense de Madrid, donde fue presentado con el título García Márquez: lengua y estructura de su obra narrativa, obteniendo la calificación de sobresaliente cum laude tras su presentación el 25 de junio de 1971. Se trata de un análisis en profundidad de la obra de García Márquez, desde sus primeros cuentos hasta Cien años de soledad. El título original se cambió al publicar el ensayo por el más sugerente de Historia de un deicidio. Deicidio (del latín deicīda) hace referencia al acto de matar a Dios o una divinidad.

## Descripción
A lo largo del ensayo Vargas Llosa relaciona diferentes hechos ocurridos en la vida de García Márquez con su obra narrativa y desarrolla una teoría según la cual el creador literario se rebela contra la realidad e intenta sustituirla por la ficción que él mismo fabrica, suplantando en cierto sentido el poder de Dios.
Cuando García Márquez tenía 22 años, realizó un viaje en compañía de su madre a la ciudad de Aracataca, un municipio colombiano del departamento del Magdalena, para vender una casa de la familia. En esta ciudad transcurrió la infancia de García Márquez, sin embargo al verla de nuevo después de tantos años, comprobó que tenía el aspecto de una ciudad fantasma y descubrió que todo estaba más viejo y polvoriento que como él lo recordaba, las calles parecían más estrechas y era evidente el deterioro provocado por el paso del tiempo. A partir de esta vivencia, el escritor destruyó la realidad y la reconstruyó en la ficción, surgiendo de esta forma el deicida.

## Capítulos
El texto se divide en dos partes, la primera más general titulada La realidad real consta de dos capítulos, y la segunda titulada La realidad ficticia se compone de 8 capítulos en los cuales se examina detalladamente toda la obra literaria de García Márquez, desde sus primeros relatos hasta Cien años de soledad.
- La realidad real. 
  - La realidad como anécdota. El capítulo se inicia relatando el noviazgo entre el telegrafista Gabriel Eligio García y Luisa Santiaga Márquez Iguaran, la niña bonita de Aracataca, padres de Gabriel García Márquez.
  - El novelista y sus demonios. Comienza con el siguiente texto: Escribir novelas es un acto de rebelión contra la realidad, contra Dios, contra la creación de Dios que es la realidad. Es una tentativa de corrección, cambio o abolición de la realidad real, de su sustitución por la realidad ficticia que el novelista crea. A continuación se narran algunos hechos históricos que tienen importante repercusión en las obras de García Márquez, entre ellos la Guerra de los Mil Días, conflicto civil de Colombia que tuvo lugar entre el 17 de octubre de 1899 y el 21 de noviembre de 1902, en el que participó su abuelo Nicolás como coronel al mando de una columna de las fuerzas liberales.
- La realidad ficticia.
  - La prehistoria morbosa.
  - Macondo: la visión aristocrática.
  - El pueblo. El idealismo optimista.
  - La perspectiva popular.
  - La revolución morbosa.
  - La localidad marina: lo imaginario liberado.
  - Realidad total, novela total.
  - Hegemonía de lo imaginario.